# Notophthiracarus mitratus
Notophthiracarus mitratus är en kvalsterart som först beskrevs av Aoki 1980.  Notophthiracarus mitratus ingår i släktet Notophthiracarus och familjen Phthiracaridae. Inga underarter finns listade i Catalogue of Life.